# 朝歌镇
朝歌镇是中国河南省鹤壁市淇县過去下辖的一个镇。
在2010年，朝歌鎮撤銷鎮建制，改設立朝歌街道。

## 行政区划
朝歌镇下辖：西街村、石桥村、南杨庄村、南关村、稻庄村、南门里村、阁南村、东关村、东街村、中山街村、付庄村、韦庄村、上关村、下关村、西坛村、三海村。